# 長影世紀城駅
長影世紀城駅（ちょうえいせいきじょう-えき）は、中華人民共和国吉林省長春市に位置する長春軌道交通3号線の駅である。

## 駅周辺
- 長影世紀城

## 歴史
- 2006年12月26日 - 開業。

## 隣の駅
長春軌道交通
■3号線
滑雪場駅 - 長影世紀城駅